# Scunthorpe

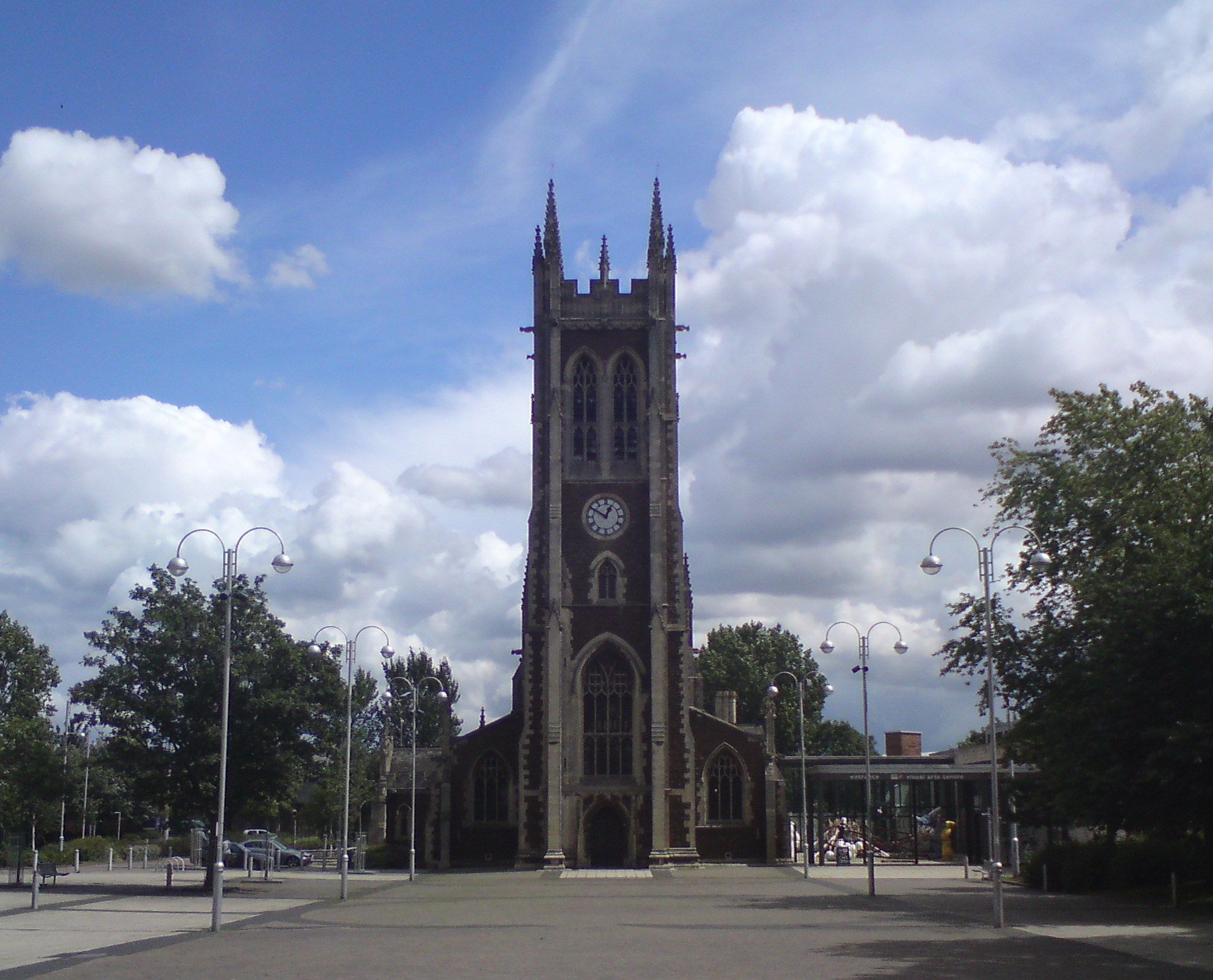
Biserica St. John's

Scunthorpe este un oraș în comitatul Lincolnshire, regiunea Yorkshire and the Humber, Anglia. Orașul se află în districtul unitar North Lincolnshire a cărui reședință este.